# 引き落とし
引き落とし（ひきおとし）とは、相撲の決まり手の一つである。相手が低い体勢で攻めているとき、または自分が突っ張りや押し相撲で攻めているときに、相手の前に行こうとする力を利用して相手の腕や肩を正面から手前に引き、相手を倒す技。前褌を引いて倒すこともある。
当決まり手での勝利を狙う際に失敗すると相手を呼び込む形になってあっけなく土俵を割ってしまうため、あまり誉められた技ではないとされる。解説者からも「楽をして勝とうとしてはいけない」と批判されることが多い（一般論として、引きたくなる誘惑に惑わされず前に出て勝つのが本道であるとされている）。また、動作が単純という点でも楽に打てる技であり、実際に高鐵山孝之進は自身が著した暴露本『八百長』で「引き技を多用する力士は八百長力士であると疑った方が良い。」という趣旨の記述を行った。
一方で、土俵際まで押し込まれた力士が抵抗するなど、土俵を割る前に何かしらの理由で相手力士の重心が崩れ、前に倒れることで当決まり手が偶然的に発生するケースや、つきひざやつき手が発生した際に四つに組んでいた場合に、当決まり手が採用されるケースも稀に見られる。
低い体勢で攻める型の力士はどうしても引き技を仕掛けられやすいため、安芸乃島のように「引かれても絶対前に落ちない」というのがそういう力士への褒め言葉としてよく用いられる。
引き技については元魁皇の浅香山親方が2018年に日本経済新聞のコラムで「引きが決まりやすい場面を挙げると、(1)腰が高くて上体だけが前に行っているとき、(2)足が前に出ていないとき、(3)手を下からではなく上から使っているとき、など、自ら『引いてくれ』と言っているような体勢ばかりだ。いわば相撲の基礎がおろそかになっているから引き技を簡単に食ってしまう。日ごろの稽古が不足しているということなのだ」と説明している。
引き技を仕掛けるときに、手が誤ってまげに入ってしまうことが時々あり、まげをつかんで引き倒したと認定されると反則負けとなる。
相撲力が身に付かないため、稽古場ではある意味で本場所以上に好まれない技である。

## 引き倒し
現在公式の決まり手の名称としては採用されていないが、公式決まり手制定以前には、現在の引き落としに含まれると思われる決まり手名称として、「引き倒し（ひきたおし）」という決まり手がマスコミにより報道されたこともあったが、引き落としとの技の内容の違いは明確でなく、「引き落とし」の誤植である可能性もある。「引き倒し」として記録された取組は次の通り。
- 昭和24年1月場所7日目　○十勝岩－大熊×